# Diomed
Diomed (grč. Διομήδης, Diomếdes) junak je u grčkoj mitologiji, posebno poznat po svojem sudjelovanju u Trojanskome ratu. Tidejev je i Dipilin sin koji je poslije postao kralj Arga, naslijedivši svoga djeda Adrasta. Homer ga u svojoj Ilijadi opisuje kao drugog najboljeg ratnika Ahejaca, nakon Ajanta. Zajedno s Heraklom i Odisejem najdraži je Atenin junak.

## Etimologija
Diomedovo grčko ime zapravo je složenica grčkih riječi Διος, Dios = "bog" (Zeus) i μηδομαι, mēdomai = "misliti". Dakle, znači "božanski lukav".

## Mitologija

### Prije Trojanskog rata
Diomed je bio jedan od Epigona (Epigonoi), sinova palih ratnika (usp. Eshil: Sedmorica protiv Tebe) koji su se borili protiv Tebe. Organizirali su vojni pohod koji je trebao osvetiti smrt svojih očeva.
Nakon smrti svoga oca Tideja, Diomed je oženio argijsku ženu Egijalu i ondje se skućio. No, čak i kao punopravni građanin Arga, Diomed je potajno špijunirao i kovao urote da bi svrgnuo kralja. Na posljetku je preuzeo kraljevstvo, ubio sve izdajice osim Terzita koji je uspio pobjeći te vratio svojeg djeda Eneja na prijestolje.
Poslije je Enej predao kraljevstvo svomu zetu Andemonu koji je krenuo u Arg k Diomedu, ali na putu ga je ubio Terzit. Diomed nije mogao pronaći ubojicu te je osnovao grad nazvan u čast njegova djeda na mjestu gdje je pokopan. Poslije je, u Trojanskome ratu, Terzita ubio Ahilej nakon što mu se rugao kad je plakao za Pentezilijinim mrtvim tijelom.

Diomed je također bio jedan od Heleninih prosaca te je stoga položio zakletvu Menelaju da će mu priskočiti u pomoć kad bude bilo potrebno (
).

### Trojanski rat
Prema Homerovoj Ilijadi, Diomed je u rat krenuo s flotom od osamdeset brodova, po veličini odmah nakon Agamemnonove od sto brodova. Diomed je bio moćan vojnik, nikad ohol, borac, odan i hrabar. Prema mnogima smatran je drugim najboljim ahejskim junakom, odmah nakon Ahileja. Na Patroklovim pogrebnim igrama zajedno s Ajantom osvojio je prvo mjesto u šakanju. Također je bio i mudar, a to su mu potvrdili Agamemnon i Nestor.
Poslije je, u ratu, Odisej zarobio Prijamova sina, proroka Helena koji im je rekao da Troja ne može biti osvojena, ako ne otmu paladij (Palladium) koji je štitio grad. Odisej i Diomed krenuli su po nj. Prema nekim inačicama mita, Diomed je na Odisejevim ramenima ušao u grad i nije pustio Odiseja. Poslije je Odisej, kad se Diomed vratio s plijenom, bio bijesan. Htio ga je ubiti i sebi pripisati zaslugu, potegao je mač, ali Diomed je vidio odraz u mjesečini te se okrenuo i razoružao ga. Potom su se vratili u tabor. Druga inačica mita govori da su zajedno ušli u grad i obavili zadatak. Prema nekim inačicama mita, Odisej je sam potajno ušao u grad prerušen u prosjaka odjevena u krvave krpe. Nitko ga nije prepoznao osim Helene i Hekabe, tako da se s plijenom vratio neozlijeđen u grčke tabore.
U petom pjevanju Ilijade posebno se ističe Diomedovo junaštvo, koji tijekom Ahilejeve odsutnosti, postaje najmoćniji ahejski vojnik. Diomed se borio, ubio brojne Trojance. Opazili su ga Eneja, Afroditin sin, i strijelac Pandar koji su ga potom i napali. Premda je bio ozlijeđen, nastavio se jednako boriti. Potom je ubio Pandara svojim kopljem, a na Eneju bacio veliku stijenu te ga teško ozlijedio. Afrodita se umiješala da spasi život svoga sina te ga je zgrabila i s njime pobjegla. Diomed ju je napao i ozlijedio, a ona je zaplakala, ispustila Eneju i odjurila na Olimp žaliti se Zeusu. Istodobno je Apolon uzeo onesviješteno Enejino tijelo i pokušao otići. Diomed ga je ugledao i napao ga tri puta, ali potom je odustao sjetivši se Atenine upute da smije napasti Afroditu, ali nijednog drugog Olimpljana.
Poslije se Diomed borio s Hektorom i vidio Aresa, boga rata, da se bori na strani Trojanaca. Diomed se sjetio Ateninih uputa te zapovjedio vojsci da se polako povuče. Atena ga je međutim ohrabrila da se vrati u bitku. Potom je probo Aresa kopljem, a on se ranjen vratio na Olimp, prisilivši Trojance da se povuku.
Jedna inačica mita govori da je Diomed s Odisejem išao po ranjenog Filokteta koji je imao Heraklov luk bez kojeg se nije mogla svladati Troja. U drugoj inačici mita umjesto Diomeda s Odisejem je bio Neoptolem, Ahilejev sin.

### Poslije Trojanskog rata
Afrodita nikad nije Diomedu oprostila napad u Trojanskome ratu. Kad je stigao u svoje kraljevstvo u Argu, Afrodita je već bila uvjerila njegovu ženu Egijalu da se uda za drugoga muškarca i njega postavi na prijestolje. Diomed joj nije želio ništa nažao učiniti, a nije htio ni ostati ondje te je otišao u Italiju gdje je osnovao gradove Brindizij i Arpus Hippium.
U Vergilijevoj Eneidi Diomed je ponovno susreo starog neprijatelja Eneju. Stanovnici Lacija posjetili su njegovu kraljevsku palaču da ga uvjere da vodi njihovu vojsku protiv Enejine. Diomed je to odbio rekavši da je ubio previše Trojanaca u svom životu te da je njegova svrha živjeti mirno u Italiji.
Poslije homerski mitovi donose da je Atena Diomedu dala besmrtnost koja je nekoć bila namijenjena njegovu ocu Tideju. Potom je postao bog koji je štovan pod raznim imenima u Italiji.

## Vanjske poveznice
- Diomed u grčkoj mitologiji (engl.)